# Нижние Карачуры
Ни́жние Карачуры́ (чув. Пӗчӗк Карачура) — деревня в Аликовском муниципальном округе Чувашской Республики. Входила в состав Ефремкасинского сельского поселения до его упразднения в 2022 году.

## География
Расположен в северо-восточной части региона, на правобережье р. Абасирма, примерно в 500 метрах от восточной окраины деревни Верхние Карачуры.
географическое положение
Расстояние до Чебоксар 67 км, до райцентра 15 км, до ж.-д. станции 28 км.

## История
Образована в 1-й половине XIX века переселенцами из д. Карачурина (ныне д. Верхние Карачуры).
В составе Яндобинской, Асакасинской волостей Ядринского уезда с 19 в. по 1927 гг, Вурнарского района — 1927-39, 1962-65, Калининского района — 1939-56, Аликовского района — 1956-62, с 1965.
12 июня в Нижних Карачурах проходит праздник «День деревни».

## Население
| 2010 | 2012 |
| ---- | ---- |
| 36   | ↗56  |

Гендерный состав
В 1858 — 45 муж., 33 жен.; 1897 — 49 муж., 50 жен.; 1926 — 63 муж., 62 жен.; 1939 — 58 муж., 76 жен.; 1979 — 42 муж., 76 жен.; 2002 — 55 чел.: 26 муж., 29 жен.; 2010 — 36 чел.: 19 муж., 17 жен.

## Инфраструктура
Дети обучаются в МБОУ «Карачуринская ООШ» в деревне Верхние Карачуры. Дети подвозятся (в 2018—2019 гг.) школьным автобусом из деревень Верхние Карачуры, Нижние Карачуры, Нижние Куганары.
Экономика
Основа экономики — сельское хозяйство.. СХПК «Авангард» (юридический адрес на август 2020: д. Верхние Карачуры, ул. Мира,1).
Жители до прихода советской власти занимались земледелием, животноводством, а также бондарскими, портняжными промыслами, производством жестяных изделий. В начале XX века действовали 3 ветряные мельницы. В 1931 образован колхоз «Социализм çулĕпе»

## Транспорт
Автодорога «Верхние Карачуры-Асакасы-Нижние Карачуры».